# Europsko prvenstvo u nogometu za gluhe
Europsko prvenstvo u nogometu za gluhe (često zvan Euro Deaf), glavno je nogometno natjecanje država članica EDSO-e (European Deaf Sports Organization). 

## Povijest
Europsko prvenstvo u nogometu za gluhe održava se svake četvrte godine od 1987. godine. Sudionici završnoga turnira su reprezentacije koje prođu izlučnu fazu natjecanja. Na završnim turnirima 2007. godine u Lisabonu i 2011. godine u Odenseu natjecalo se je 12 reprezentacija. Momčadi koje nastupaju biraju se pomoću kvalifikacija a potom u završnici natječe se 16 reprezentacija. Prvo Europsko prvenstvo u nogometu za gluhe održano je u Viareggiju, u Italiji, 1987. godine. Prvi pobjednik Europskoga prvenstva u nogometu za gluhe je Italija.

## Europska prvenstva u nogometu za gluhe
| Godina | Domaćin                   | Završnica | Završnica | Završnica              | Za 3. mjesto           | Za 3. mjesto           | Za 3. mjesto           |
| Godina | Domaćin                   | Pobjednik | Rezultat  | Drugoplasirani         | Trećeplasirani         | Rezultat               | Četvrtoplasirani       |
| ------ | ------------------------- | --------- | --------- | ---------------------- | ---------------------- | ---------------------- | ---------------------- |
| 1987.  | Viareggio (Italija)       | Italija   | -:-       | Španjolska             | Njemačka               | -:-                    | ?                      |
| 1991.  | Gent (Belgija)            | SSSR      | -:-       | Belgija                | Irska                  | -:-                    | ?                      |
| 1995.  | Berlin (Njemačka)         | Italija   | -:-       | Irska                  | Njemačka               | -:-                    | ?                      |
| 1999.  | Oslo (Norveška)           | Italija   | -:-       | Francuska              | Španjolska             | -:-                    | ?                      |
| 2003.  | Torremolinos (Španjolska) | Njemačka  | -:-       | Italija                | Francuska              | -:-                    | ?                      |
| 2007.  | Lisabon (Portugal)        | Francuska | 2:1       | Ujedinjeno Kraljevstvo | Irska                  | 2:2 (pr.) (4:3) - 11 m | Njemačka               |
| 2011.  | Odense (Danska)           | Rusija    | 3:0       | Ukrajina               | Njemačka               | 4:0                    | Ujedinjeno Kraljevstvo |
| 2015.  | Hannover (Njemačka)       | Turska    | 4:0       | Rusija                 | Ujedinjeno Kraljevstvo | 2:1                    | Ukrajina               |
| 2019.  | Heraklion (Grčka)         | Ukrajina  | 2:0       | Njemačka               | Grčka                  | 3:1                    | Irska                  |
| 2024.  | Antalya (Turska)          | Francuska | 3:2 (pr.) | Ukrajina               | Turska                 | 3:1                    | Italija                |

- Objašnjenja:
  - pr. - nakon produžetaka
  - 11 m - nakon izvođenja jedanaesteraca

## Uspješnost
| Momčad                 | Prvoplasirani           | Drugoplasirani   | Trećeplasirani          | Četvrtoplasirani |
| ---------------------- | ----------------------- | ---------------- | ----------------------- | ---------------- |
| Italija                | 3 (1987., 1995., 1999.) | 1 (2003.)        | 0                       | 1 (2024.)        |
| Francuska              | 2 (2007., 2024.)        | 1 (1999.)        | 1 (2003.)               | ?                |
| Ukrajina               | 1 (2019.)               | 2 (2011., 2024.) | 0                       | 1 (2015.)        |
| Njemačka               | 1 (2003.)               | 1 (2019.)        | 3 (1987., 1995., 2011.) | 1 (2007.)        |
| Rusija                 | 1 (2011.)               | 1 (2015.)        | 0                       | ?                |
| Turska                 | 1 (2015.)               | 0                | 1 (2024.)               | ?                |
| SSSR                   | 1 (1991.)               | 0                | 0                       | ?                |
| Irska                  | 0                       | 1 (1995.)        | 2 (1991., 2007.)        | 1 (2019.)        |
| Ujedinjeno Kraljevstvo | 0                       | 1 (2007.)        | 1 (2015.)               | 1 (2011.)        |
| Španjolska             | 0                       | 1 (1987.)        | 1 (1999.)               | ?                |
| Belgija                | 0                       | 1 (1991.)        | 0                       | ?                |
| Grčka                  | 0                       | 0                | 1 (2019.)               | ?                |

## Vanjske poveznice
- Euro Deaf 2015 (njem.), (engl.)
- European Deaf Football Championship 2019  Arhivirana inačica izvorne stranice od 25. travnja 2019. (Wayback Machine) (grč.), (engl.)